# O Tempo não Para
O Tempo não Para (en français : Le temps ne s'arrête pas) est une telenovela brésilienne diffusée du 31 juillet 2018 au 28 janvier 2019 sur Rede Globo.

## Synopsis
L'histoire commence en 1886 et met en vedette la famille Sabino Machado, qui vit à São Paulo et possède plusieurs terrains pour l'exploration de l'or et du minerai, ainsi que des investissements dans la téléphonie. Tous embarquent sur l'un des navires les plus sûrs de l'époque, l'Albatros, à destination de l'Europe. Dom Sabino (Edson Celulari) envisage de visiter le chantier naval qu’il a acheté en Angleterre et de garder sa fille marocaine (Juliana Paiva) loin des discussions de la ville après avoir refusé un mariage à l’autel. Le voyage a un itinéraire de détour pour une brève visite en Patagonie, lorsque le navire entre en collision avec un iceberg.
Le navire fait naufrage et, en raison de la faible température de l'eau, la plupart des passagers finissent par geler. Treize personnes sont à bord: la famille Sabino Machado, composée de Dom Sabino, Dona Agustina (Rosi Campos), des Marocains et des jumeaux Nico (Raphaela Alvitos) et Kiki (Nathalia Rodrigues), en plus des esclaves Damásia (Aline Dias), Cairu (Cris Vianna), Cesária (Olivia Araujo), Menelau (David Junior) et Cecílio (Maicon Rodrigues), comptable Teófilo (Kiko Mascarenhas), précepteur Miss Céline (Maria Eduarda de Carvalho), le jeune Bento (Bruno Montaleone) et le pirate.
132 ans plus tard, un grand bloc de glace s'approche de la plage de Guarujá à São Paulo. Samuca (Nicolas Prattes), un homme d'affaires impliqué dans des causes sociales, propriétaire du holding SamVita et de la Fondation Vita, spécialisée dans le recyclage, surfe et est le premier à voir le blocage. Bientôt, il est fasciné par le visage gelé des Marocains. Une fissure menace de casser le bloc et Samuca, dans une réaction pour sauver les Marocains, s'accroche au bloc dans lequel il se trouve et ils sont attirés par le courant vers le bas et arrivent à l'île rouge. Les autres produits congelés sont acheminés à Criotec, un laboratoire spécialisé en cryogénie. L'arrivée de l'iceberg suscite rapidement la curiosité et l'agitation nationale et, progressivement, chacun des congelés se réveillera, devant affronter la nouvelle réalité contemporaine.

## Distribution
| Acteur/Actrice            | Personnage |
| ------------------------- | --- |
| Juliana Paiva             | Maria Marcolina Sabino Machado (Marocas)                                                                                  |
| Nicolas Prattes           | Samuel Tercena (Samuca)                                                                                                   |
| Edson Celulari            | Teotônio Augusto Sabino Machado (Dom Sabino)                                                                              |
| Christiane Torloni        | Carmem Tercena |
| Cleo                      | Betina |
| Rosi Campos               | Maria Agustina Consolata da Concepção das Dores Sagradas Sousa de Alburquerque Cavalcante Penedo Sabino Machado(Agustina) |
| Carol Castro              | Comandante Waleska Tibério Souto                                                                                          |
| Regiane Alves             | Maria Carla Borelli |
| João Baldasserini         | Emílio Inglês de Souza/Lúcio Inglês de Souza                                                                              |
| Eva Wilma                 | Drª. Petra Vaisánen |
| Marcos Pasquim            | Marino |
| Alexandra Richter         | Monalisa |
| Kiko Mascarenhas          | Teófilo |
| Maria Eduarda de Carvalho | Celine Elizabeth Fielding (Miss Celine)                                                                                   |
| Aline Dias                | Damásia |
| Adriane Galisteu          | Zelda Larocque |
| Cris Vianna               | Cairu |
| Milton Gonçalves          | Eliseu Emerenciano |
| Luiz Fernando Guimarães   | Amadeu Baroni |
| Solange Couto             | Mirtes Clara Tibério Souto (Coronela)                                                                                     |
| Raphael Viana             | Capitão Mateus Gonzaga |
| Rafaela Mandelli          | Drª. Helen Azeredo |
| Felipe Simas              | Elmo |
| Bruno Montaleone          | Francisco Bento de Castro Domingues (Bento)                                                                               |
| David Junior              | Menelau |
| Maicon Rodrigues          | Cecílio |
| Juliana Alves             | Mazé |
| Wagner Santisteban        | Pedro Parede |
| Rui Ricardo Dias          | Barão |
| Micael                    | Laércio Emerenciano (Lalá)                                                                                                |
| Carol Macedo              | Paulina Emerenciano |
| Talita Younan             | Vera Lúcia |
| Bia Montez                | Januza |
| Cyria Coentro             | Marciana |
| Olívia Araújo             | Cesária |
| Lucy Ramos                | Vanda Larone |
| Malu Falangola            | Natália |
| Ricardo Duque             | Florêncio |
| Cláudio Mendes            | Herberto Douglas |
| Beatriz Campos            | Agnese |
| Raphaela Alvitos          | Maria Nicolina Sabino Machado (Nico)                                                                                      |
| Nathália Rodrigues        | Maria Quitéria Sabino Machado (Kiki)                                                                                      |
| Fhelipe Gomes             | Lucas |
| João Fernandes            | Gabiru |
| Max Lima                  | Omar |

## Diffusion
- Rede Globo (2018-2019)